# Jonathan Fawkner
Jonathan Fawkner é um supervisor de efeitos visuais estadunidense. Foi indicado ao Oscar 2015 por seu trabalho no filme Guardians of Galaxy na categoria de melhores efeitos visuais.